# Pagoda Kyauk Ka Lat
La pagoda Kyauk Ka Lat es un templo budista en el estado de Kayin, Myanmar. El complejo del templo está construido sobre una prominente formación rocosa de piedra caliza rodeada por un lago artificial y alberga una activa comunidad de monjes.

## Descripción
El complejo de Kyauk Kalat contiene una serie de estructuras, santuarios y templos ubicados en una formación rocosa de piedra caliza. El templo está ubicado a varias millas de la ciudad de Hpa-An, y está muy cerca de varios otros sitios budistas. El complejo del templo es un monasterio funcional y está abierto para visitas.
Durante el siglo XIX, el Pongyi (un sacerdote budista) del templo estuvo involucrado en una revuelta contra el Imperio Británico después de la tercera guerra anglo-birmana. Thamanya Sayadaw, más tarde conocida como defensora de metta, aprendió en el monasterio en la década de 1920.